# Suite pour flûte, violon et piano
La Suite pour flûte, violon et piano, op. 59, est une œuvre de musique de chambre de la compositrice Mel Bonis, datant de 1902.

## Composition
Mel Bonis compose sa Suite en 1902. L'œuvre, dédiée à M. Charles Malherbe, est publiée l'année suivante aux éditions Demets. Elle est rééditée par la même maison d'édition en 1921, puis par les éditions Fortin en 1999 et 2002.

## Structure
L'œuvre est structurée en trois mouvements :
1. Sérénade
2. Pastorale
3. Scherzo

## Analyse
La Suite pour flûte, violon et piano fait partie des œuvres de caractère de la compositrice. C'est aussi l'une des œuvres où la compositrice explore le principe cyclique. Par certains côté, la pièce suggère une écriture « dans le style ancien ». Elle évoque l'époque baroque et le genre de la sonate en trio par plusieurs éléments, à commencer par le titre de Suite, et celui des deux premiers mouvements : Sérénade et Pastorale. Elle a aussi la qualité d'avoir deux dessus ou parties mélodiques (la flûte et le violon), avec un clavier, ce qui est typique des sonates en trio.
La compositrice offre de longs passages en écriture imitative à la flûte et au violon. La coupe est proche de la sonate bi-thématique avec quelques libertés dans le premier mouvement. Le troisième mouvement, le Scherzo, est de forme rondo, en plus d'avoir un type d'écriture néoclassique, perceptible par la symétrie des carrures, aux courtes phrases articulées par des cadences, et aux marches harmoniques.

## Réception
La Suite est créée le 30 mai 1902 chez Jeanne Monchablon en privé par Louis-Édouard Balleron à la flûte, Paulin Gaillard au violon et la compositrice au piano.
L'œuvre est auditionnée pour la première fois le 27 mars 1903 avec Louis Fleury à la flûte, Paulin Gaillard au violon et Mel Bonis au piano,, et une seconde fois le 6 mars 1913. La critique la qualifie d'« aimable ». Elle constitue une « suite pastorale quelconque » plutôt qu'une sonate. « L'idée est mince et relevée çà et là d'agréables enjolivures ».
Elle est aussi jouée en 1909 par Léon Jouffroy à la flûte, Henriette Védrenne au violon et Marguerite Pougin au piano. En 1910, c'est à nouveau Louis-Édouard Balleron, Paulin Gaillard et Mel Bonis qui interprèteront la Suite. En 1914, ce sera au tour de Marguerite Herth, Simone Filon et Louis Fleury. L'œuvre devient l'un des succès de Louis Fleury.
La pièce fait partie des œuvres les plus jouées de la compositrice de son vivant.
Elle est jouée par l'Ensemble Mel Bonis le 7 juin 1998, au château de Morsbroich, à Leverkusen, en Allemagne, avec notamment le Quatuor avec piano no 1, Mélisande et Les Gitanos.

## Sources
- Étienne Jardin, Mel Bonis (1858-1937) : parcours d'une compositrice de la Belle Époque, 2020 (ISBN 978-2-330-13313-9 et 2-330-13313-8, OCLC 1153996478)